# Pentapleura savva
Pentapleura savva är en stekelart som beskrevs av Sergey A. Belokobylskij 1998. Pentapleura savva ingår i släktet Pentapleura och familjen bracksteklar. Inga underarter finns listade i Catalogue of Life.